# Chambon-sur-Dolore
Chambon-sur-Dolore település Franciaországban, Puy-de-Dôme megyében. Lakosainak száma 143 fő (2022. január 1.). Chambon-sur-Dolore Champétières, Fournols, Marsac-en-Livradois, Le Monestier, Saint-Bonnet-le-Chastel és Saint-Germain-l’Herm községekkel határos.

## Népesség
A település népességének változása:
| Lakosok száma | 167  | 164  | 170  | 161  | 155  | 149  | 143  | 143  | 143  |
|               | 2013 | 2015 | 2016 | 2017 | 2018 | 2019 | 2020 | 2021 | 2022 |